# Riserva naturale guidata Cascate del Verde
La riserva naturale regionale e OASI WWF Cascate del Verde è un'area naturale protetta situata nel comune di Borrello, in provincia di Chieti. La riserva comprende un'area di circa 287 ettari ed è stata istituita nel 2001 (LR 72 19/12/2001).
Le Cascate del Verde, ad 800 m s.l.m., sono le cascate naturali più alte dell'Appennino, e le seconde in Italia. Hanno un dislivello di poco più di 200 metri, e sulla parete rocciosa ci sono tre distinti salti.
Il Rio Verde, le cui sorgenti si trovano in Abruzzo, al confine con il Molise, è uno degli affluenti del fiume Sangro.
Nelle vicinanze, a circa 7 km di distanza é presente un'altra Riserva, altrettanto famosa ed importante, si tratta della Riserva Naturale Regionale Abetina di Rosello, dove ha anche sede il C.I.S.D.A.M.

## Flora
Le pareti rocciose su cui si sviluppano le cascate e quelle circostanti sono coperte da una vegetazione perfettamente mediterranea. La costituzione geologica e le condizioni climatiche che vi si formano danno luogo alla presenza di una vegetazione dominata dal leccio ed altre specie amanti del caldo a carattere arbustivo come fillirea, lauro-tino, vescicaria, acero minore e ginestrella. L'umidità, l'insolazione e l'esposizione dei versanti favoriscono anche lo sviluppo di altri tipi di vegetazione; alla lecceta si alternano il bosco termofilo con la presenza di roverella e formazioni mesofile con carpino nero, orniello, aceri e tiglio selvatico.
In alcuni dei versanti circostanti le pareti, in particolare nelle aree di forra, con un clima più fresco ed umido, troviamo anche specie tipicamente montane come il faggio e l'abete bianco. I pascoli, i margini di aree coltivate o di ex coltivi sono ricoperti dalle ginestre, ginepri, il prugnolo ed altre specie arbustive che in alcuni casi lasciano spazio a garighe in cui, a primavera, vegetano numerose specie di orchidea.
Lungo il corso del Rio Verde inoltre troviamo piante come il salice ripaiolo, il salice bianco, carici e farfaracci dalle gigantesche foglie.
Sulle pareti umide e stillicidiose o dove gli spruzzi costanti d'acqua rendono l'aria particolarmente umida crescono tappeti rigogliosi di muschi, in particolare formazioni appartenenti all'alleanza del Cratoneurion, specie alquanto rare ed individuate tra gli habitat prioritari che sono alla base del processo di formazione del noto travertino.

## Fauna
L'eccezionale qualità delle acque del Rio Verde è dimostrata dalla ricchezza di fauna bentonica, cioè di insetti acquatici, come tricotteri, plecotteri ed efemerotteri, che rappresentano una delle principali risorse trofiche per numerosi altri animali.
Tra questi il merlo acquaiolo e la ballerina gialla, uccelli particolarmente sensibili all'inquinamento delle acque e specie tipiche dei corsi d'acqua montani, freschi e ricchi di ossigeno. Notevole importanza riveste inoltre la presenza del granchio di fiume ed in particolare del gambero di fiume, rappresentato con una delle popolazioni più consistenti della regione; recenti ricerche hanno inoltre dimostrato che la locale popolazione di trota fario ha caratteristiche genetiche pure del ceppo appenninico.
Altre specie parzialmente legate all'acqua sono gli anfibi tra cui la rana verde e la rana italica e rettili piuttosto rari riscontrati nelle aree circostanti le cascate come la luscengola ed il cervone. Molto interessante tra gli uccelli è la presenza di numerosi rapaci oltre alla poiana comune e allo sparviere, il falco pellegrino, il nibbio reale, l’aquila reale e tra i notturni il gufo comune.
La ricca vegetazione lungo il Rio Verde ed i boschi circostanti sono anche l'habitat principale per mammiferi rari come la puzzola ed il gatto selvatico.
La grande valenza ambientale e la sua integrità complessiva sono ulteriormente rafforzate da un dato storico di eccezionale interesse: il famoso zoologo Achille Costa, nel 1845, riferisce di aver ricevuto la pelle di un individuo femmina di lince "catturata in Borrello", Distretto di Lanciano.
- Ittiofauna: trota, granchio di fiume, gambero di fiume.
- Mammiferi: puzzola, gatto selvatico, lontra, tasso, lupo, volpe, cinghiale.
- Avifauna: merlo acquaiolo uccello tipico di sorgenti con piccole cascate, ed in luoghi ad inquinamento zero, ballerina gialla, e diversi rapaci tra cui il nibbio reale e l’aquila reale.